# Норддайх (приморский курорт)
Норддайх (нем. Norddeich) — популярный морской курорт и район города Нордена, находится на берегу Северного моря в трёх километрах от него. Сюда, к самому берегу, подходит железная дорога, доставляющая пассажиров к непосредственно здесь же расположенному морскому вокзалу, от которого на острова Восточно-Фризского архипелага Нордерни (нем. Norderney) и Йуист отправляются паромы. На Нордерни ежечасно, а на Йуист в соответствии с календарными сроками приливов. Отправка авто на первый из островов ограничена, а второй вообще свободен от автомобильного движения.
В туристский сезон паромы и прогулочные суда используются, также, и для морских прогулок разной длительности. Архипелаг привлекает солнцем, песчаными пляжами, морем и отсутствием автомобилей.

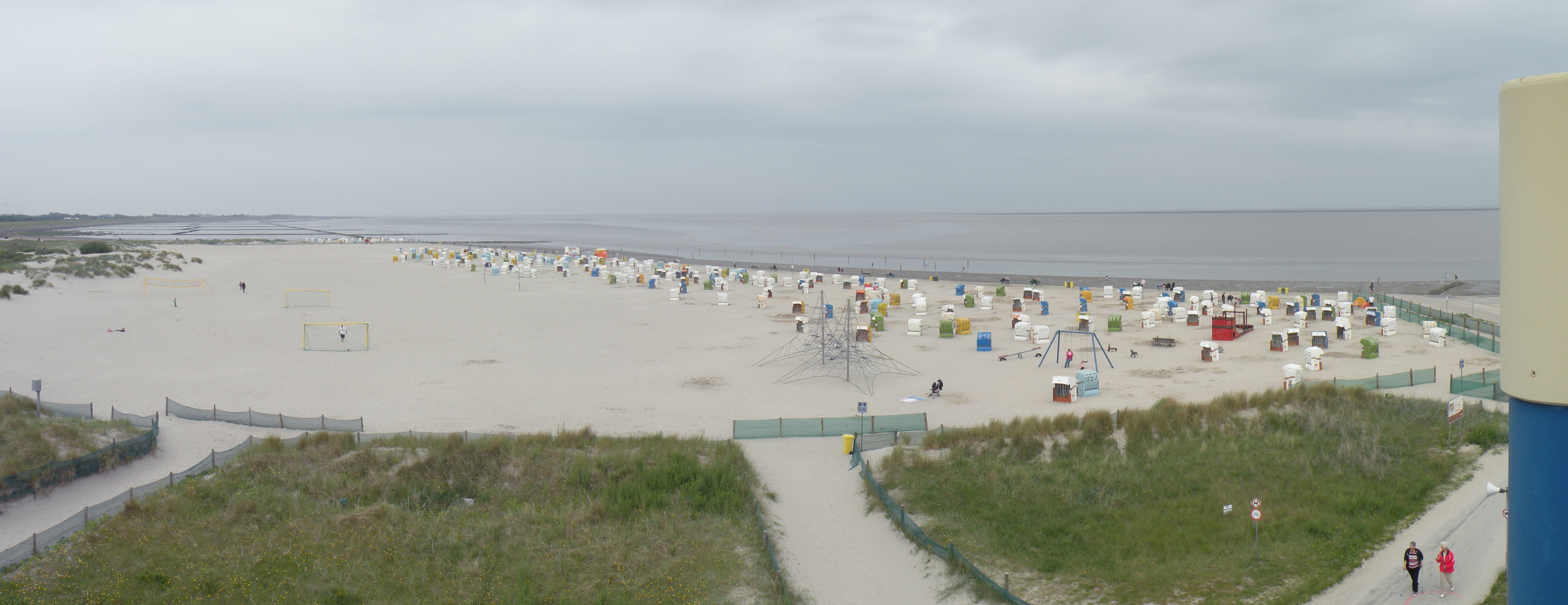
Пляж
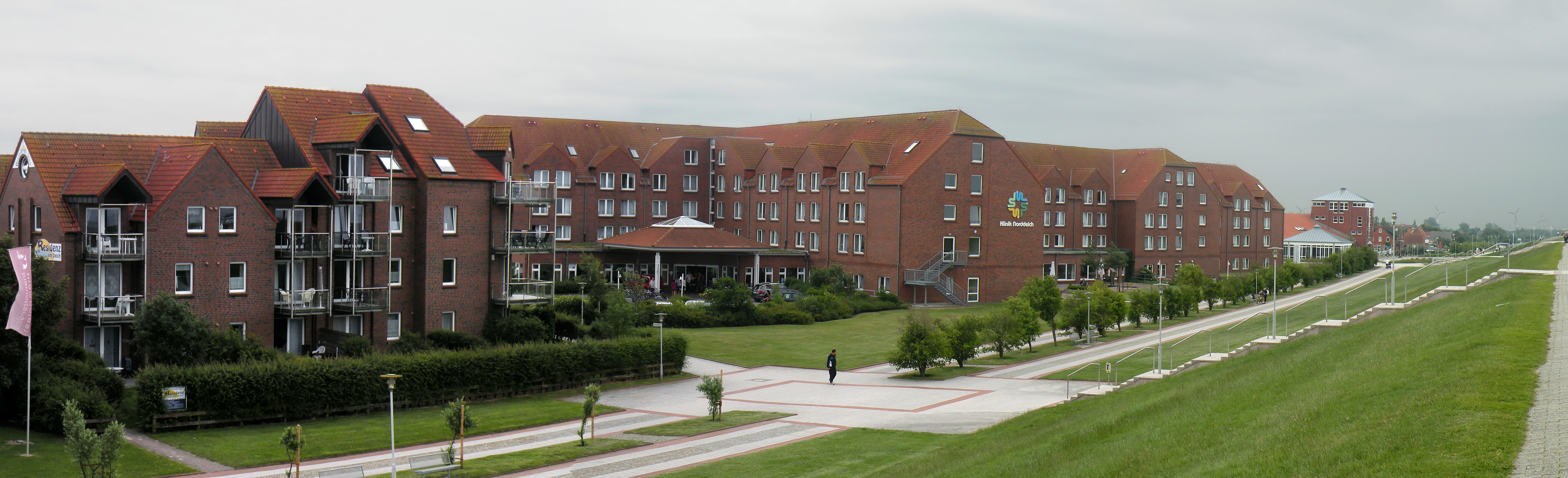
Корпуса клиники

В ковше защищённой гавани стоят прогулочные катера и рыболовецкие суда. В городе на берегу расположены корпуса клиники.
Мель между городком Нордайхом и островом Юст (нем. Juist), входящим в цепь Восточно-Фризских островов, образовалась благодаря затоплению морем территории, на которой находилась деревня Итцендорф (нем. Itzendorf), что произошло во время шторма под Рождество 1717 года.
Водное пространство между морем и островами носит название Ваттмеер (de. Wattmeer). Здесь расположен Национальный парк Нижнее-саксонское Ваттмеер. Одной из достопримечательностей заповедника является лежбище тюленей.

## Галерея

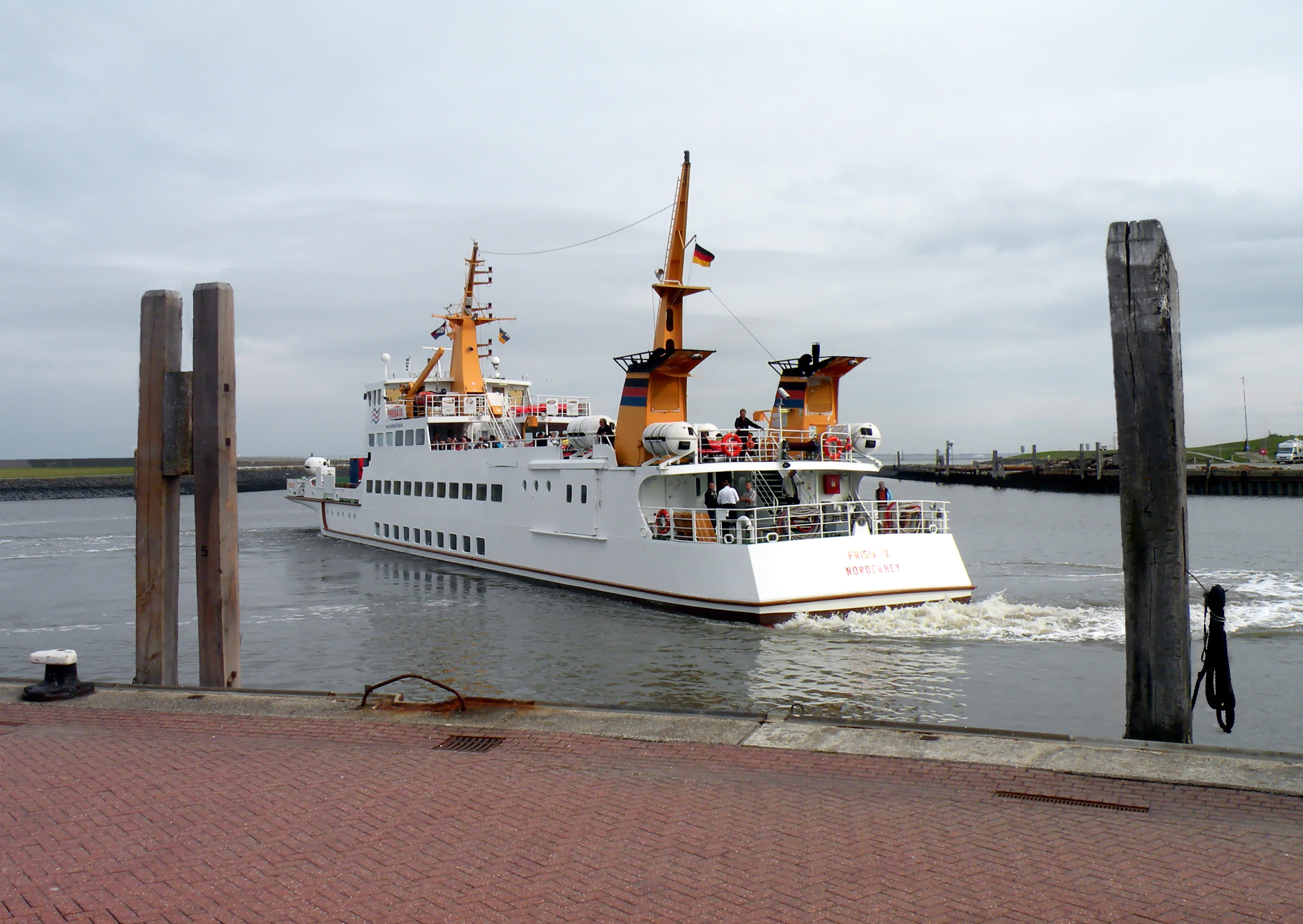
Паром на острова
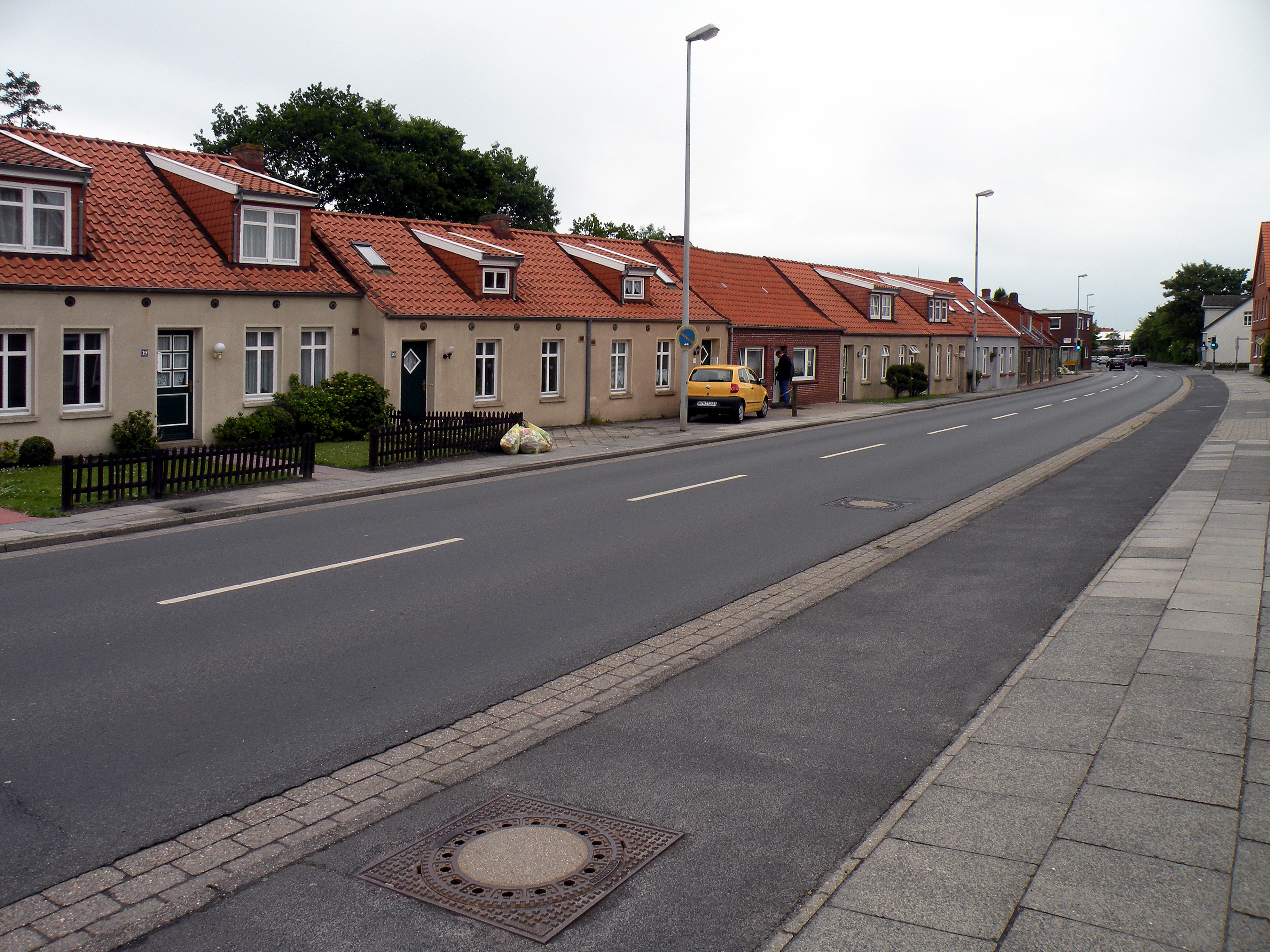
Дома на дороге в Нордайх
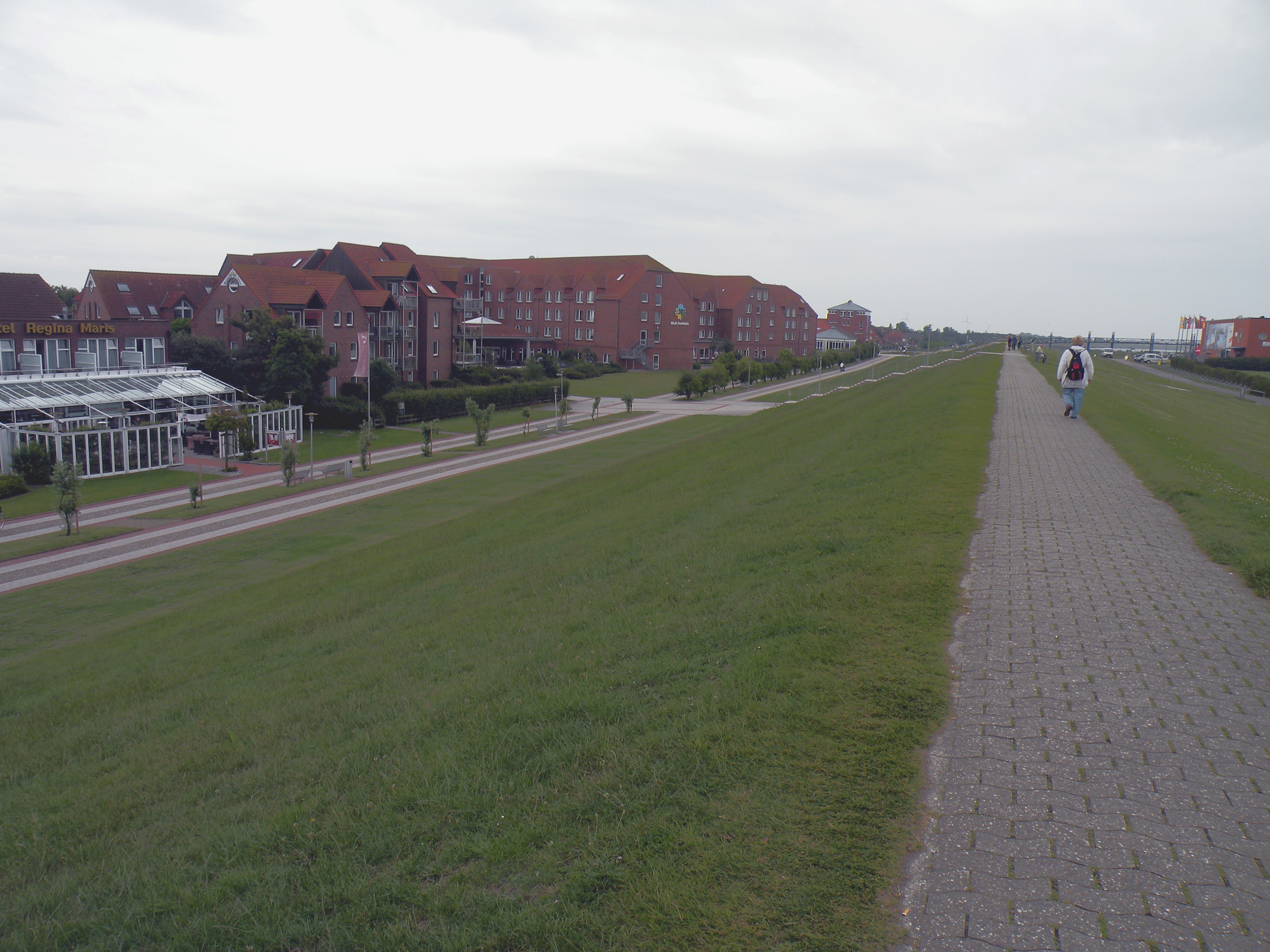
Защитная дамба высотой до 8 м.
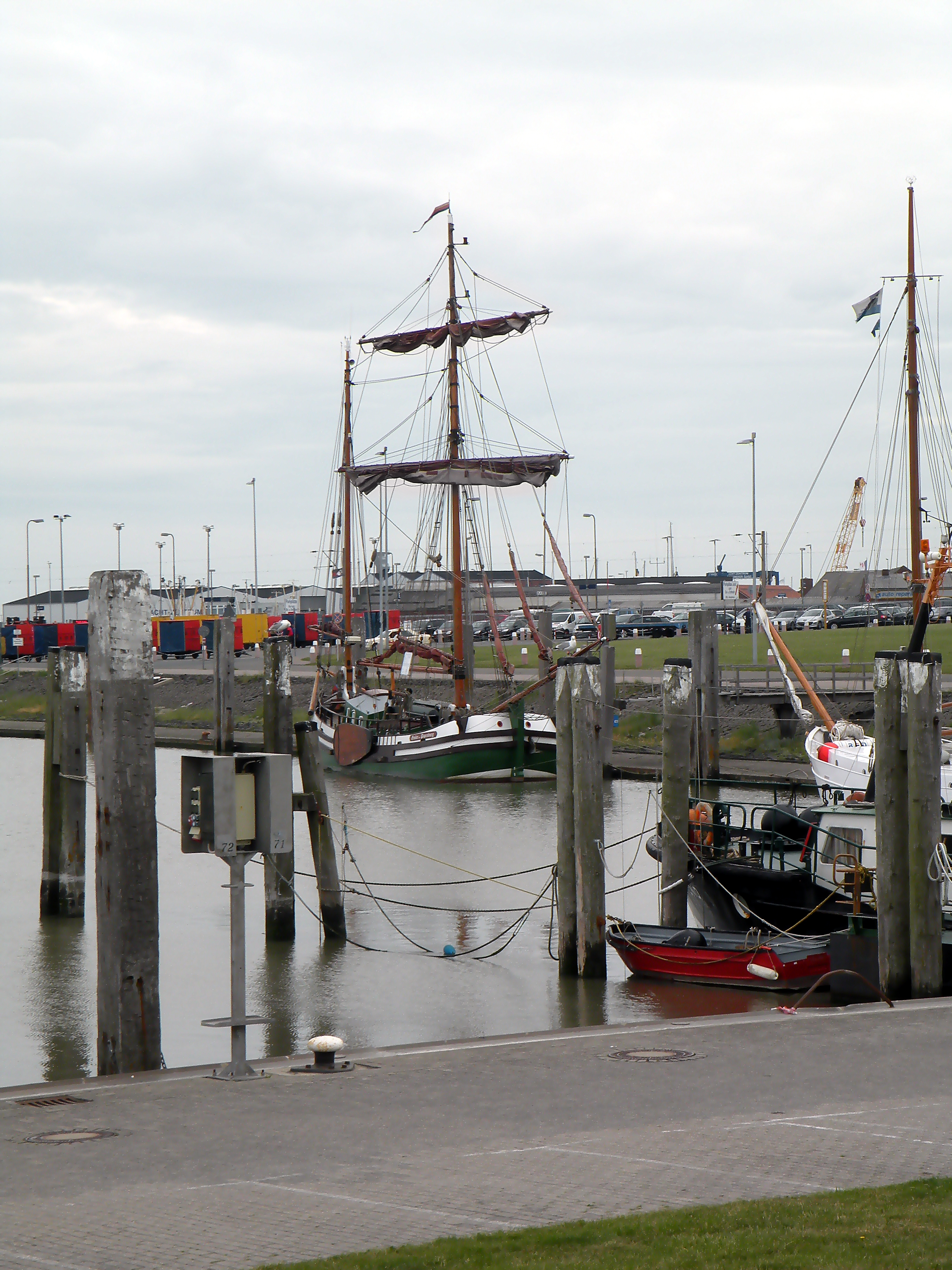
Рыболовецкое парусное судно.
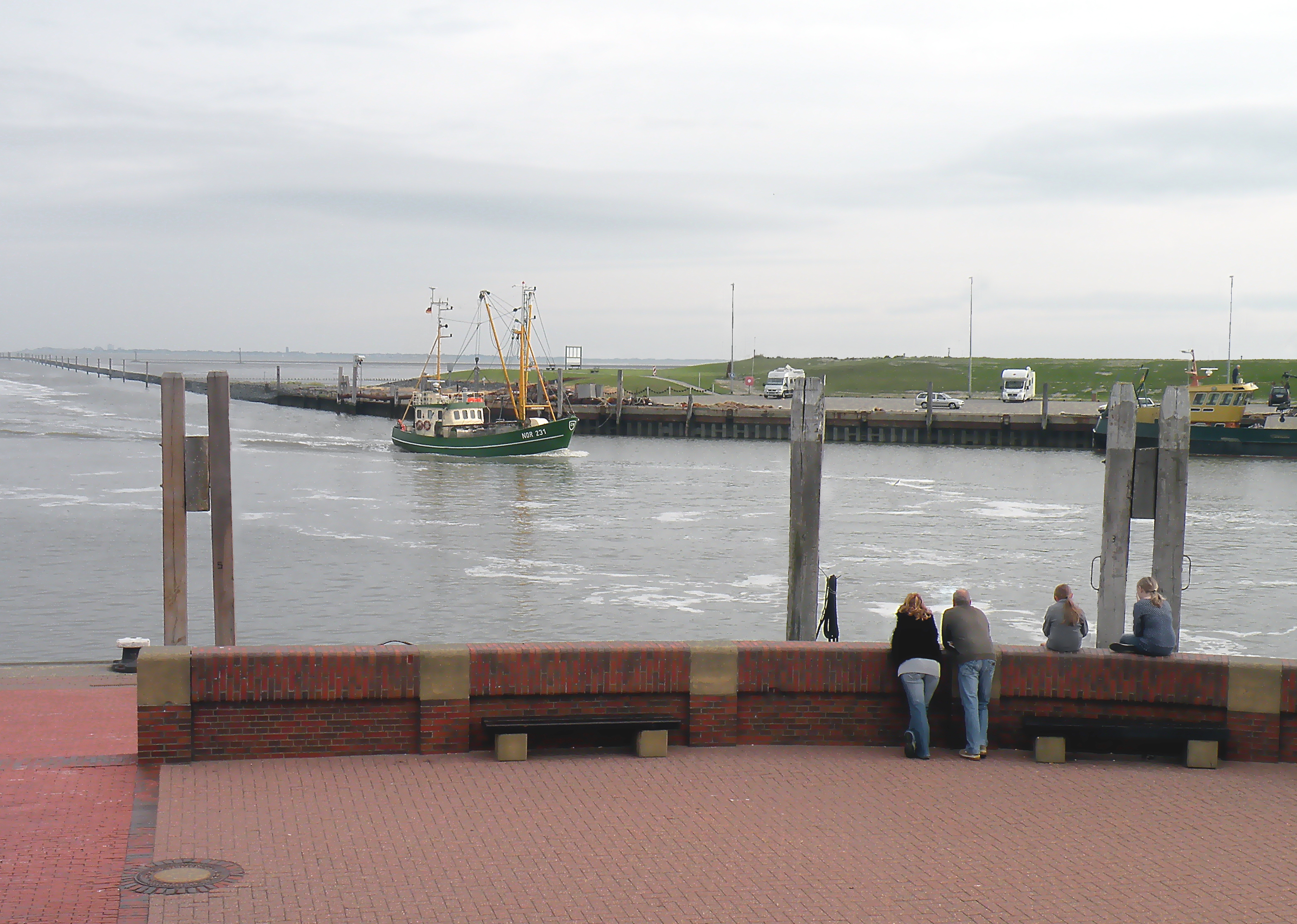
Рыбаки возвращаются с моря.
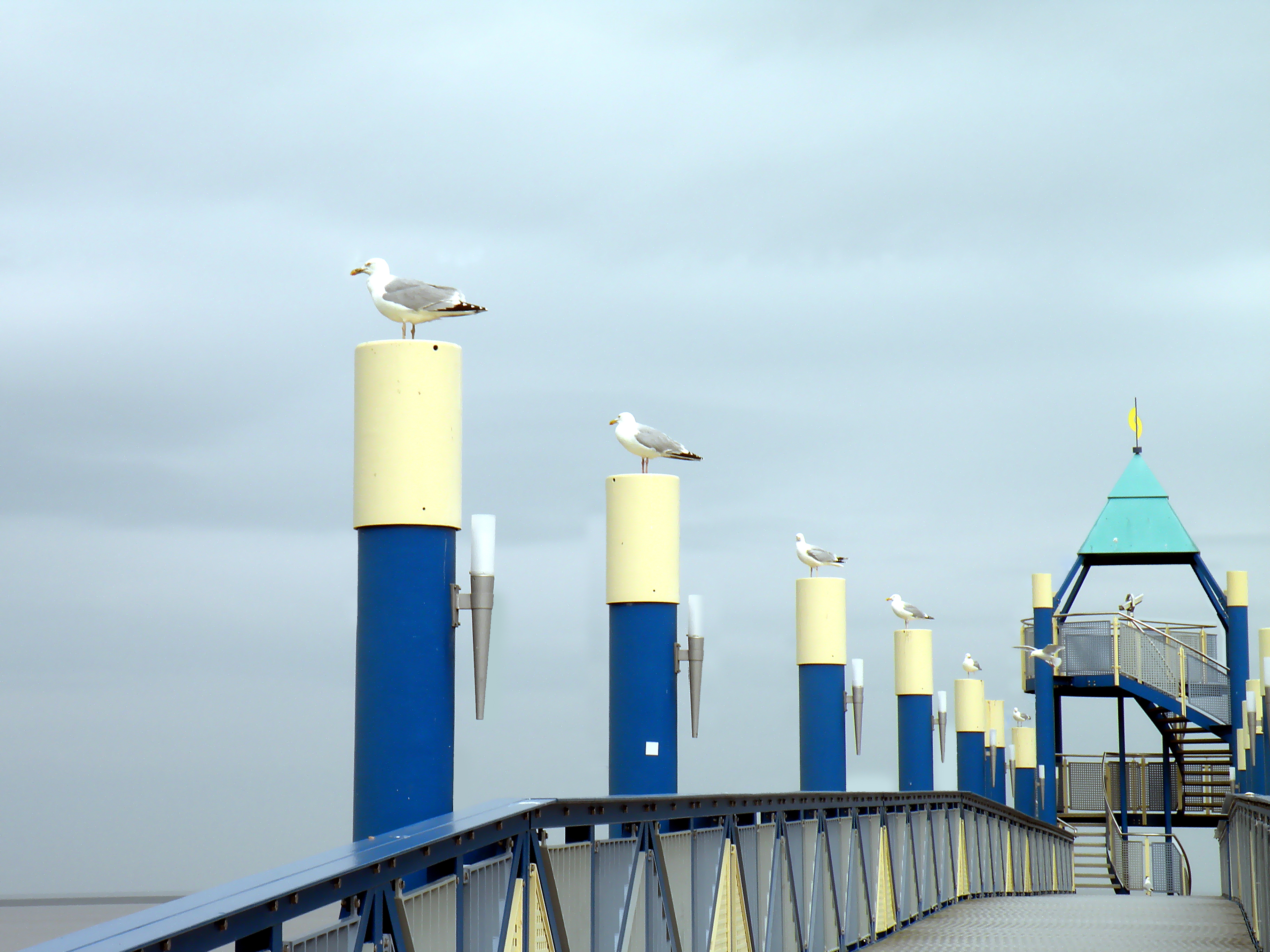
Местные птицы.